# 馒头 (韩国)
馒头（：／ mandu），是韓語中餃子類和包子類的通称。饅頭是一種包馅的面点，可以放在汤內煮熟又或者煎熟，通常用肉和菜做馅，也可以加上泡菜或者粉丝等其他配料。饅頭在現代以前屬於朝鮮王朝的宮中料理，然而現代作爲一道親民料理可以普遍見於布帳馬車與餐廳所售之「粉食」中。

## 語源
三国时期蜀汉丞相诸葛亮发明。但中国人吃馒头的历史，至少可追溯到战国时期。《事物绀珠》记载“秦昭王作蒸饼”，后世萧子显在《齐书》中亦有言，朝廷规定太庙祭祀时用“面起饼”，即“入酵面中，令松松然也”。“面起饼”可视为中国最早的馒头。
三国时，馒头有了自己正式的名称，谓之“蛮头”。明郎瑛在《七修类稿》记：“馒头本名蛮头，诸葛之征孟获，命以面包肉为人头以祭，谓之‘蛮头’，今讹而为馒头也。”
以汉语「饅頭」爲語源的食物也可見於維吾爾飲食、哈薩克飲食、烏茲別克飲食等，即突厥饅頭。與现今中國不同的是，在這些文化飲食中的「饅頭」均指有餡（一般爲肉餡）的麵點，而在中國有包餡的「饅頭」自宋代後已改稱爲包子。
在韓國，만두（即所謂的）既可以作成餃子的模樣（韓語亦稱교자，即），亦可以作成包子（韓語亦稱포자，即）的模樣，而饅頭一詞可以通指二者。

## 歷史
有观点认为韩国的馒头最初是14世纪由中国元朝传入朝鲜半岛高丽王朝。
高丽歌谣《霜花店》（쌍화점，亦称“雙花店”）就是有关包馅面点店的。쌍화（霜花）指的是包馅面点。점则是店铺，歌谣中经营店铺的可能是来自中亚地区的人。

## 圖像

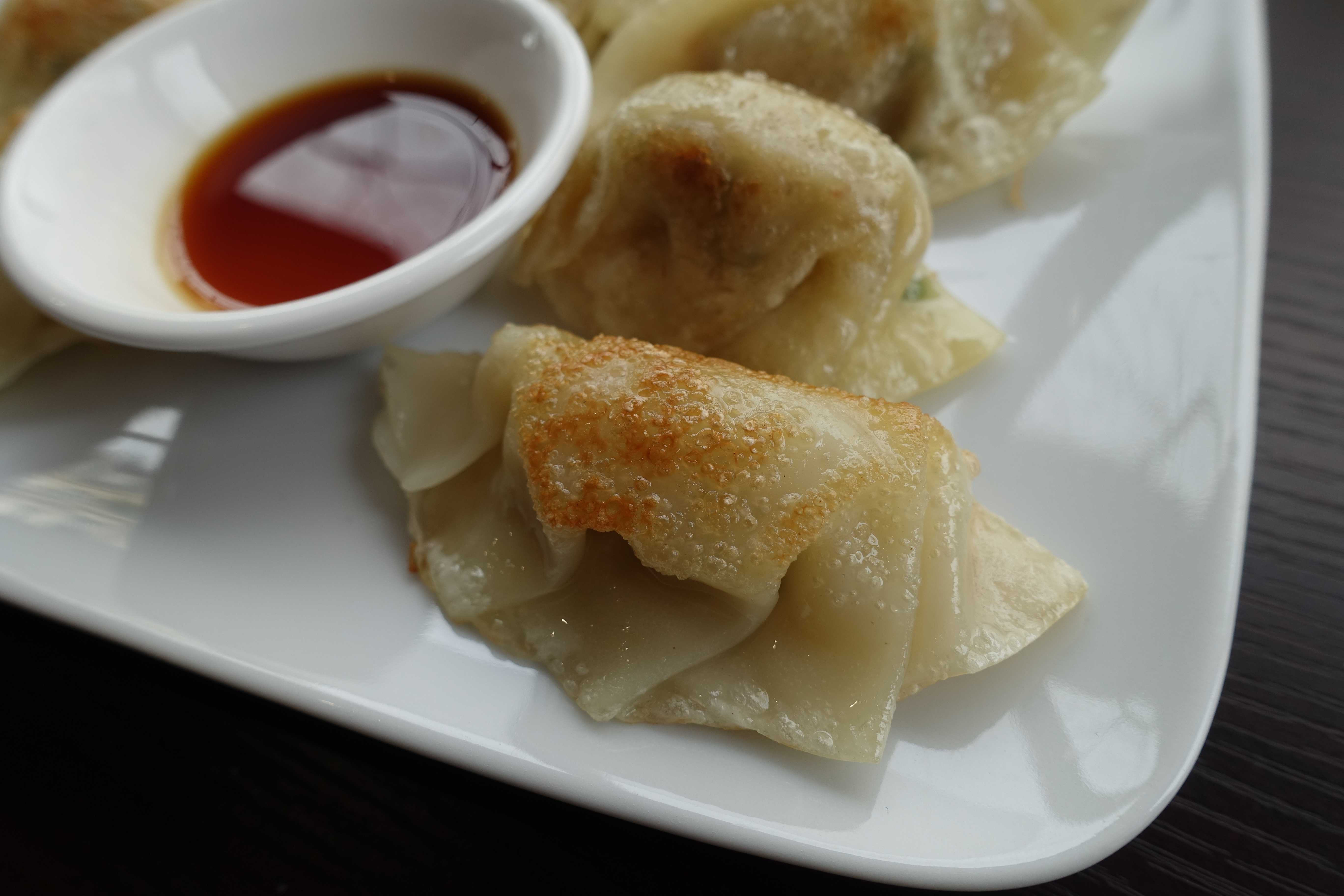
「炙饅頭」（군만두/구운만두），類同中國煎餃
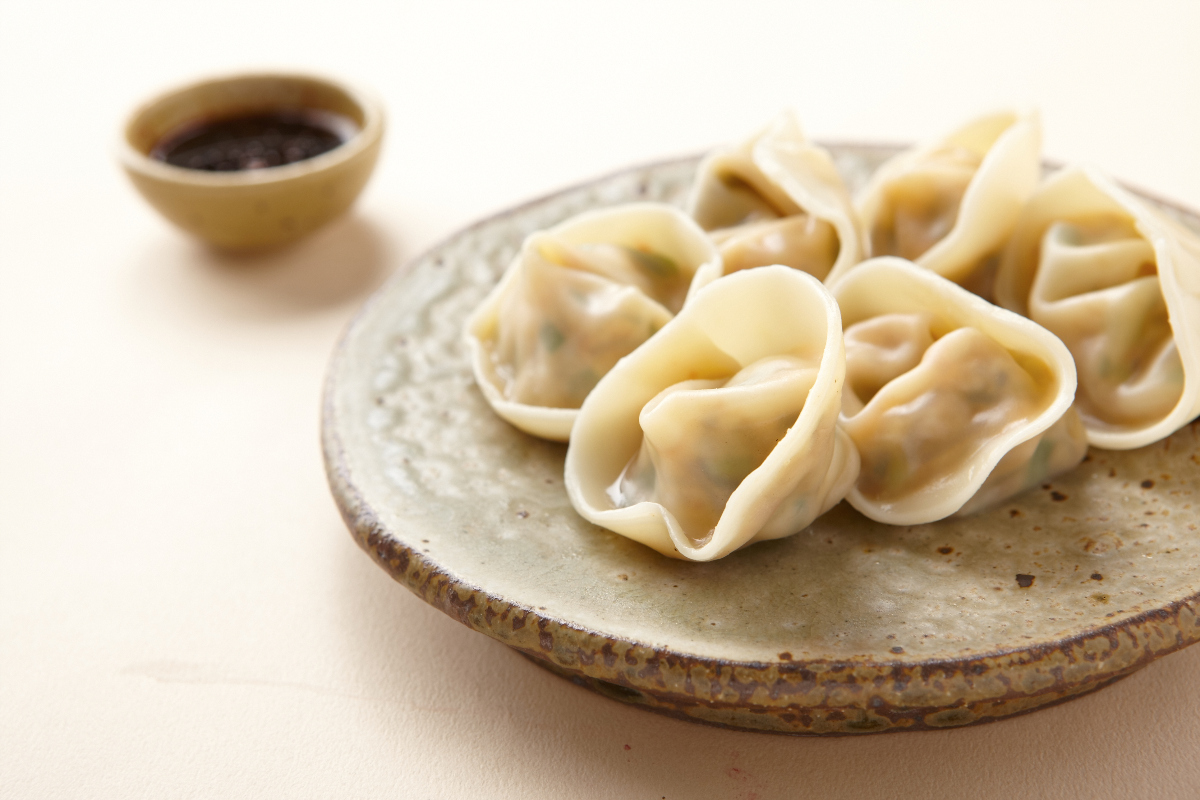
「蒸饅頭」（찐만두），類同中國蒸餃
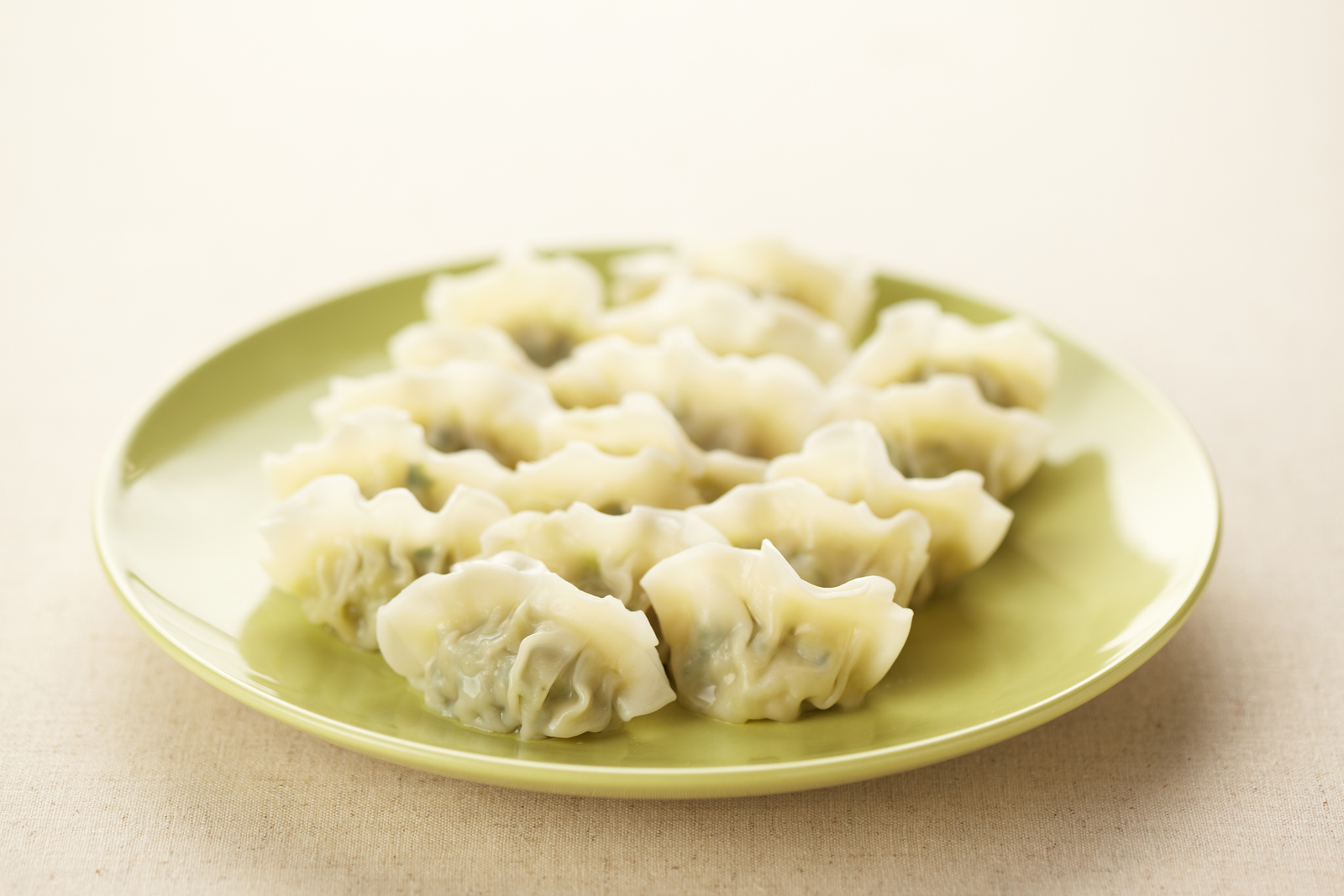
「水饅頭」（물만두），類同中國煮餃
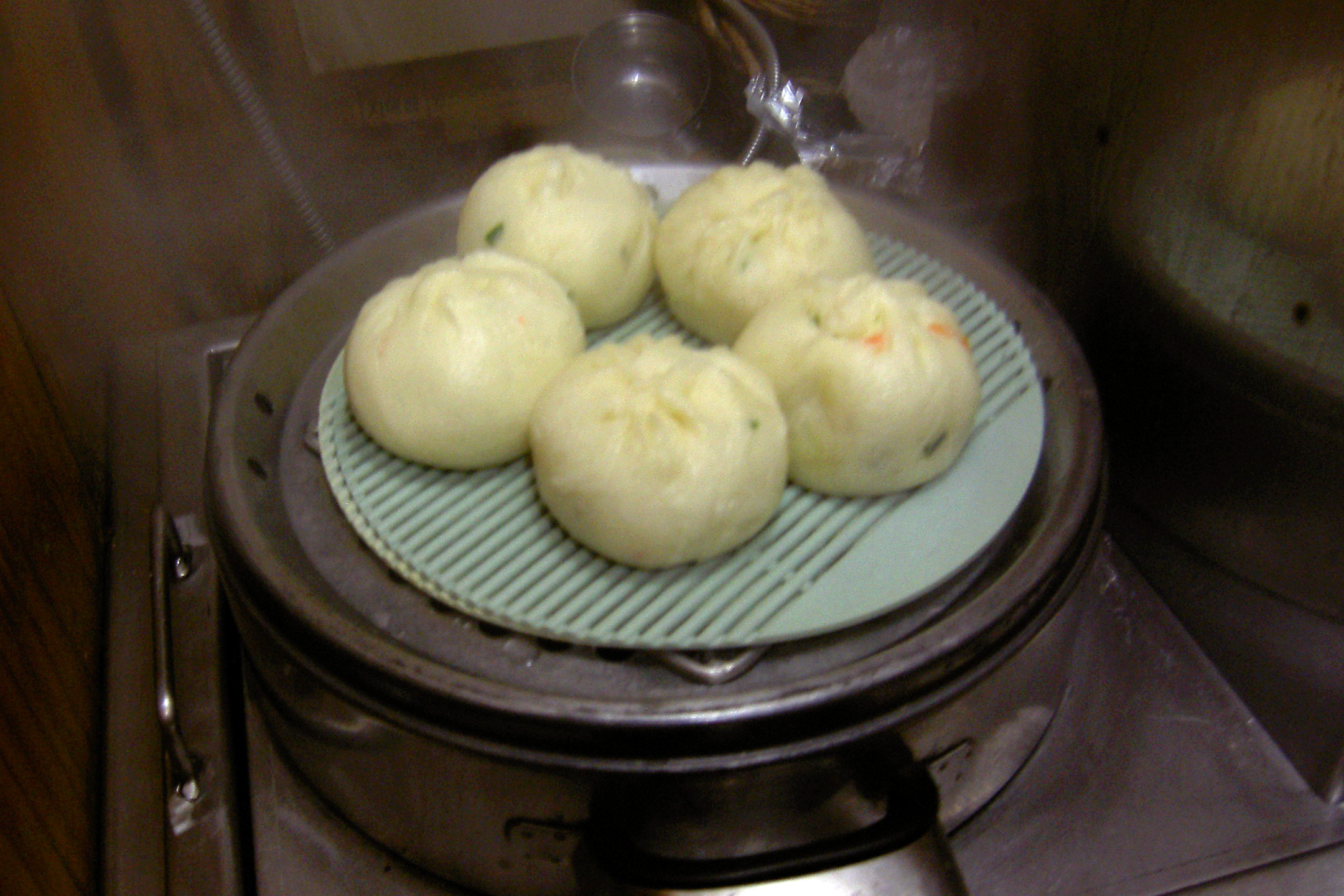
「王饅頭」（왕만두），即特大號的饅頭，多數屬於包子類（但亦有餃子類[7]）
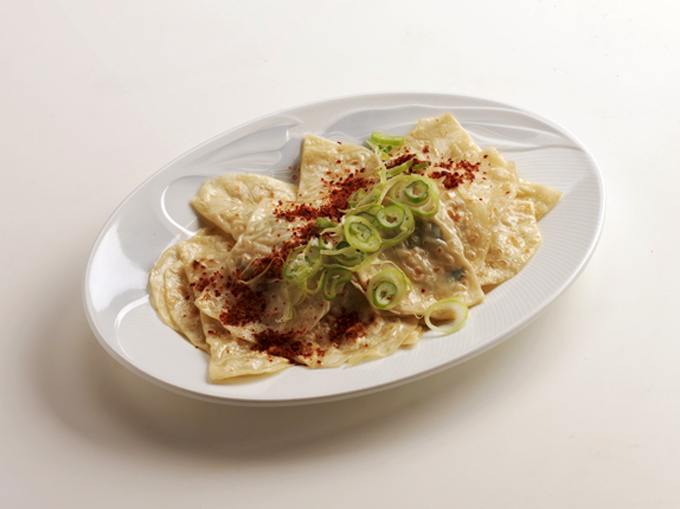
大邱特產「납작만두」（即「扁平饅頭」之意）
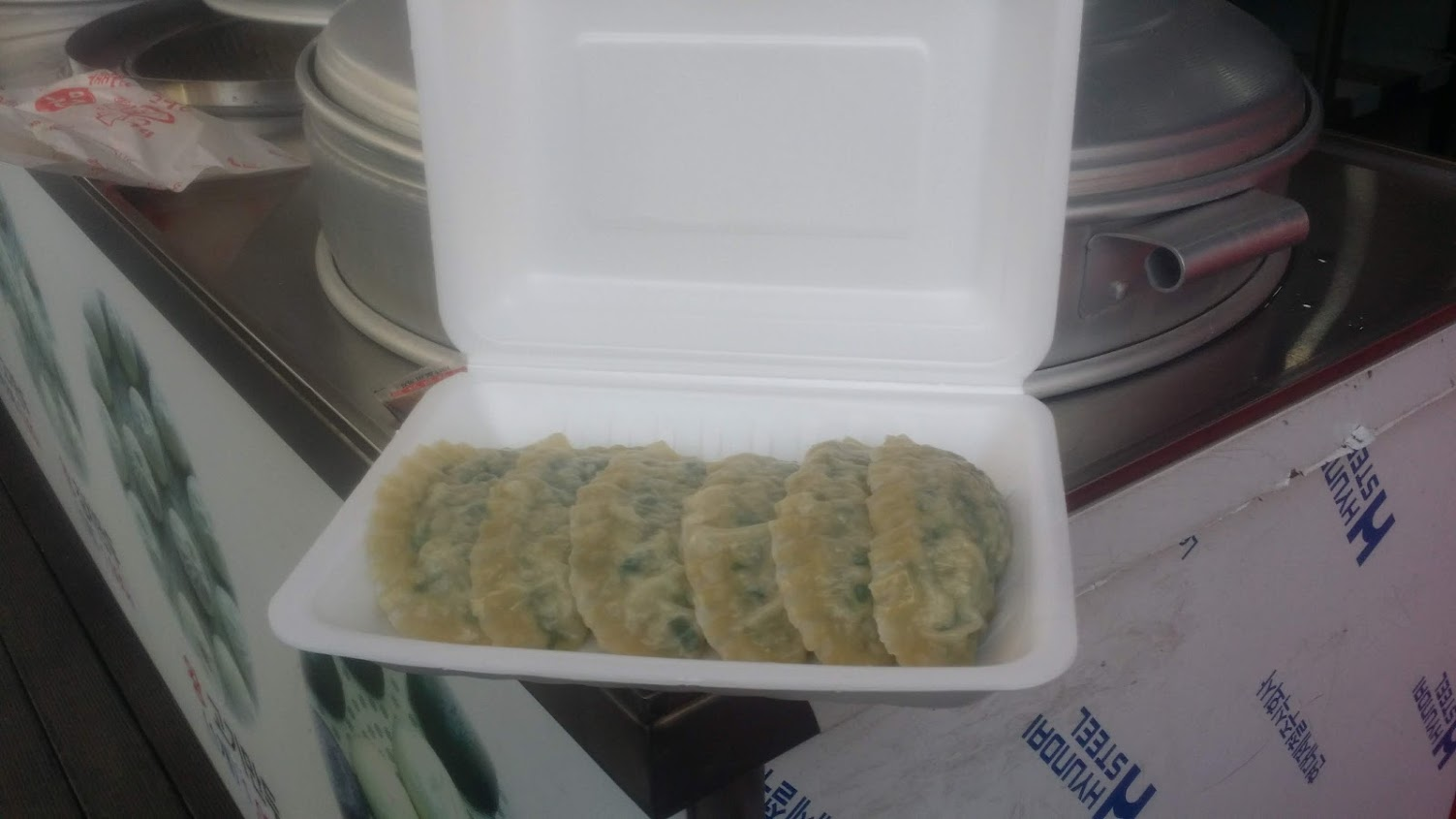
韓國街頭售賣之「饅頭」
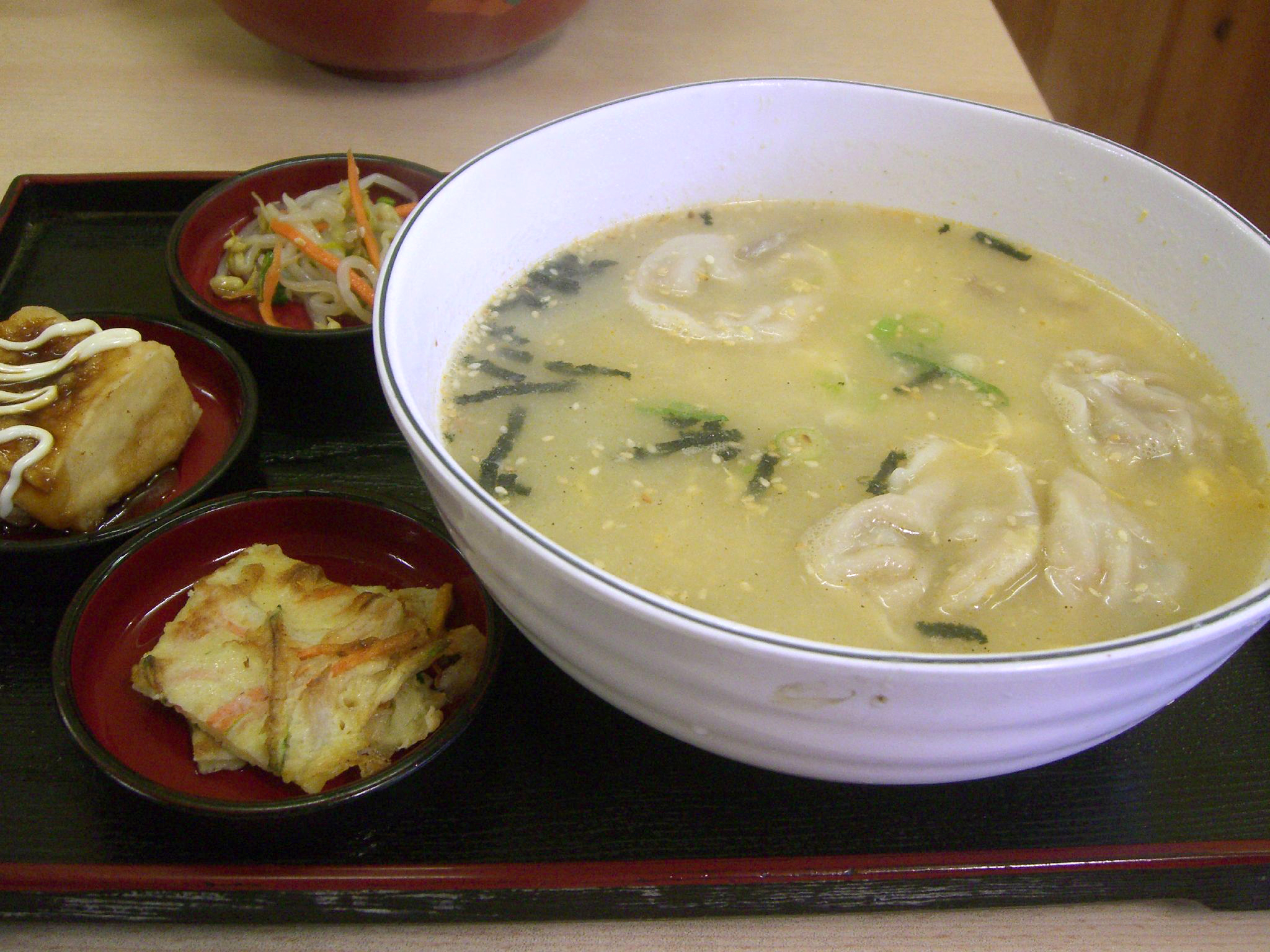
馒头汤

## 引用
1. ↑  Goldberg, Lina. . CNN. 23 March 2012  [11 April 2012]. （原始内容存档于2016-05-10）. （页面存档备份，存于）
2. ↑  James A. Millward. . Oxford University Press. 15 March 2013: 62–  [2020-07-01]. ISBN 978-0-19-979079-1. （原始内容存档于2020-07-13）.
3. ↑  Andrew Coe. . Oxford University Press. 16 July 2009: 89–  [2020-07-01]. ISBN 978-0-19-975851-7. （原始内容存档于2016-06-17）.
4. ↑   . （韓語）標準國語大詞典. 國立國語院.   [24 June 2017]. （原始内容存档于2017-10-11） （韩语）. （页面存档备份，存于）
5. 1 2  Pettid, Michael J. . Reaktion Books. 2008: 235  [10 October 2018]. ISBN 978-1-86189-348-2. （原始内容存档于2020-07-13）.
6. ↑  Mandu （页面存档备份，存于）, Great Food, Great Stories From Korea
7. ↑  Eun Hee Lee. . 만개의레시피 (10000 recipe).   [2020-07-01]. （原始内容存档于2021-01-23）. （页面存档备份，存于）